# Svemirko
Svemirko je hrvatski pop sastav osnovan u Zagrebu. Ime "Svemirko" nadahnuto je istoimenim natjecateljem kviza "Najslabija karika". Sastav je objavio svoju prvu pjesmu, "Zbogom proleteri", u srpnju 2015. Prvi album, "Vanilija", objavljen je 2017., drugi album "Tunguzija"  2018., a kao najnovije izdanje 2020. godine objavljen je njihov treći studijski album "Skalamerija".

## Počeci
Marko Vuković, glazbenik i producent, rođen je u Đakovu u Hrvatskoj. Vuković je, prije formiranja sadašnje peteročlane grupe, objavljivao glazbu pod raznim pseudonimima od kojih su jedni od najpoznatijih Kimekai i Nikonar. Po prvi je put 2015. godine Marko Vuković pod pseudonimom Svemirko, skrivajući svoj pravi identitet, objavio svoja dva singla. Početkom 2017 godine izdavanjem albuma "Vanilija" Vuković otkriva svoj identitet.

## Vanilija
Album "Vanilija" zbirka je od devet pop pjesama, nova izvedba žanra synthpop koja je nekada bila popularna među narodima Južnih Slavena. "Vanilija" je prvotno objavljena na VHS vrpci jer je Vuković imao mnogo praznih VHS kazeta koje su poslužile kao drugi medij za objavljivanje glazbe. Marko Vuković zaslužan je za produkciju, miks i snimanje albuma, mastering je odradio Lionel Williams (pseudonim: Vinyl Williams), a naslovnicu za album dizajnirao je Jeremy Nealis.

## Inspiracija
Darko Rundek i Haustor su glazbenici koji su imali najveći utjecaj na glazbu sastava Svemirko. "Čitava umjetnost, kao i naša, nadahnuta je ili djelomično nadahnuta nekim drugim, a ono što je čini zanimljivom su elementi sastavljeni na jedinstven način u cjelini", rekao je Bojan Bojko u intervjuu Before after.

## Diskografija
- Tri studijska albuma:
  - Vanilija (2017.)
  - Tunguzija (2018.)
  - Skalamerija (2020.)
- Tri singla:
  - Zbogom proleteri (2015.)
  - Noćni pokreti (2015.)
  - Nosi me na duši (2023.)

## Vanjske poveznice
- YouTube kanal